# 15421 Adammalin
15421 Adammalin è un asteroide della fascia principale. Scoperto nel 1998, presenta un'orbita caratterizzata da un semiasse maggiore pari a 2,8922034 au e da un'eccentricità di 0,0697468, inclinata di 2,77806° rispetto all'eclittica.
L'asteroide è dedicato allo studente statunitense Adam Mikah Malin.